# 一个庙石窟
一個廟石窟位於甘肅省肅北蒙古自治縣縣城北方約十二公里處，黨河東岸的吊吊水溝北面斷崖之上。共由兩窟組成，兩窟方位上呈現東西排列，且原先有通道相連。目前僅有西面窟室存在遺跡，該窟由前室、甬道及主室組成。前室為人字披頂，縱深約1.85公尺，寬約4.7公尺；甬道為盝形頂，深約1.49公尺，寬約1.6公尺，有明顯的後世修改痕跡；主室為覆斗頂，通高約2.2公尺，後側設有須彌座。
2013年3月5日，一个庙石窟随五个庙石窟被公布为第七批全国重点文物保护单位。

## 石窟壁畫
該窟主室壁畫及塑像早已漶漫，目前僅可見民國時期遊人的題記和繪畫。前室壁畫尚有留存，且有上下兩層疊壓，表層所繪的團花紋及蓮花，風格與曹氏歸義軍時期的敦煌莫高窟相似。剝除表層繪畫後，在東、北和西壁面的底層壁畫上可見得男性供養人畫像和題記，從供養人的衣著判斷，將其與甘肅省金昌市永昌縣后大寺西面天王閣，於晚唐、五代所繪的供養人畫像進行對比，可發現兩者風格近似，應屬於同一時代的產物。

## 題記
一個廟石窟目前可辨識且語句連順的題記共有三則，內容如下：
- 前室甬道門西側，第一身供養人題名結銜，白底墨畫，共計二行：「王存年□廿三僧，三人巡禮記」

- 在前一供養人之後，其題名結銜為粉底，墨書墨框，共計一行：「社子散兵馬使知本鎮都游奕使王佐羅單一心供養」，一個廟石窟當時屬紫亭鎮的管轄範圍，王佐羅單應為紫亭鎮的都游奕使，負責偵查敵情。[5]
- 門東第二身供養人題名結銜，粉底，墨書墨框，共計一行：「社子李化賓一心供養」

## 石窟年代
藉前室石窟形制與壁畫所呈現的時代風格，推測一個廟石窟始鑿年代上限應為北朝時期，下限不晚於隋末唐初。前室表層壁畫的內容、風格及甬道形制，說明該窟可能在曹氏歸義軍時期尚在被使用及改建。前室底層壁畫上晚唐五代的供養人，也說明該窟可能在當時亦歷經一次大規模的整改。

## 石窟功能
孫修身推測，一個廟石窟的兩窟各有不同用途：東面石窟可能是作為當時僧人起居所用的僧房，西面石窟則為進行諸如禮拜觀想、誦經說法等宗教活動所用的禮拜窟。